# Ванская волость
Ванская волость (латыш. Vānes pagasts) — одна из семи территориальных единиц Кандавского края Латвии. Находится на юго-западе края. Граничит с Маткульской, Кандавской, Земитской и Зантской волостями своего края, Гайкской волостью Броценского края, Шкедской волостью Салдусского края и Кабилской волостью Кулдигского края.
Крупнейшими населёнными пунктами волости являются сёла: Ване (волостной центр), Айзупе, Вариеба, Яунвариеба. Межмуйжас.
В Ванской волости находятся сохранившиеся постройки Айзпутского имения, дом культуры, памятный знак национальным партизанам и другие объекты.
Через Ванскую волость проходит региональная автодорога P121 Тукумс — Кулдига.
По территории волости протекают реки Имула, Амула, Димжава, Скродерупе, Кипьюупите. 

## История
В 1935 году площадь Ванской волости составляла 60,2 км².
В 1945 году в Ванской волости Тукумского уезда были созданы Ванский и Сарценский сельские советы. После отмены в 1949 году волостного деления Ванский сельсовет входил в состав Кандавского и Тукумского района.
В 1954 году к Ванскому сельсовету были присоединены территории ликвидированных Сарценского и Вариебского сельских советов. В 1973 году — территория Айзупского сельсовета.
В 1990 году Ванский сельсовет был реорганизован в волость. В 2009 году, по окончании латвийской административно-территориальной реформы, Ванская волость вошла в состав Кандавского края.